# 10 Lieder
10 Lieder ist ein Album des Sängers und Liedermachers Hannes Wader aus dem Jahr 1995.

## Entstehung und Bedeutung
Mit 10 Lieder knüpfte Hannes Wader an das 1972 erschienene Album 7 Lieder an. Der Liedermacher war seit 1991, als er das Album Nie mehr zurück produzierte, nicht mehr im Studio gewesen. Nach der Wende wurde er von Mercury gefeuert und ging zu Pläne – ARIS zurück. Zwischenzeitlich erschienen 1992 nur die Kompilationen Schon so lang – ’62 –’92 und bei Mercury Records Blick zurück – Das Beste aus den 80er Jahren. Waders persönliche Situation verbesserte sich zusehends, und er kam endlich zur Ruhe, nachdem er den „Ensslin-Ärger“ und den Boykott aufgrund seines DKP-Eintritts überwunden hatte.

## Titel
1. Nachtfahrt 4:30
2. Strom der Zeit 3:33
3. Alle Hügel 3:39
4. Eltern 4:24
5. Unglück vor mir 3:14
6. Das Meer ist tief 4:37
7. Nie mehr Streit 3:13
8. Tagtraum 3:48
9. Der Unsichtbare 14:17
10. Wer weiß 3:02

## Besonderheiten/Anmerkungen
Wader ist mit Unterstützung von Ben Ahrens erstmals seit dem Album Nicht nur ich allein wieder sein eigener Produzent. Ab Glut am Horizont (1985) bis Nie mehr zurück war Detlef Petersen sein Produzent gewesen.
In Nachtfahrt, einer Übertragung von Bob Dylans Bob Dylan’s Dream aus dem Album The freewheelin’ Bob Dylan, berichtet Wader von alten Freunden und denkt, nachdem er realisiert hat, dass einige von ihnen bereits gestorben sind, über sein eigenes Ableben nach.
Im Lied Strom der Zeit beschäftigt sich der Liedermacher mit dem Vergehen der Zeit und den Veränderungen, die diese bei einem Menschen verursachen. Er zieht das positive Fazit, dass er so bleiben will wie er ist, ganz er selbst.
In Alle Hügel erinnert sich Wader bei einer Rückkehr in seine Heimat an seine früheren Erlebnisse dort. Er bemerkt, dass er dort fremd geworden ist und selbst der Wirt in der Dorfschenke ihn nicht mehr kennt. Das Stück ist eine eigene Übersetzung des Stückes The Ladies Go Dancing at Whitsun, das klar erkennbar Klaus Weilands typische Gitarrenbearbeitung zeigt. Klaus Weiland hat dieses Stück als Pfingstlied seit den 1980er Jahren im Repertoire.
Die Titel Unglück vor mir, Das Meer ist tief und Tagtraum (in dem er teilweise Hans Leo Haßlers Melodie O Haupt voll Blut und Wunden verwendet, auf dem Album-Cover fälschlich Johann Sebastian Bach zugeschrieben) setzen sich mit Waders persönlicher Situation auseinander. Es geht dort um Einsamkeit, Einrichtung in diese Welt, die er eigentlich nicht mag, und dem Ende einer nicht funktionierenden Beziehung.
In Eltern berichtet Hannes Wader über seine Eltern und deren Charaktereigenschaften und spricht auch über sein Verhältnis zu diesen.
Erstmals seit 1991 und dem Titel Der Büffel pflegt der Liedermacher die Situation des Talking Blues. Der Titel Der Unsichtbare beschäftigt sich mit einem Menschen, der eine Flüssigkeit erfindet, mit der er sich unsichtbar machen kann. Das Lied handelt von seinen Erlebnissen als Unsichtbarer und seinem Beziehungsstreit. Seine Frau z. B. hat ein Verhältnis mit einem Psychologen.
Nie mehr Streit behandelt das Ende einer nicht mehr funktionierenden Beziehung zu einer Frau, was sehr häufig Thema bei den Titeln des Liedermachers war.
In Wer weiß setzt sich Wader mit dem auseinander, was Menschen trennt und hofft auf einige Stunden gemeinsam mit seinen Freunden. Er weiß, dass sie bald alle ihrer Wege gehen werden, deutet aber an, dass der Mensch ein „Hordentier“ ist und nicht alleine sein kann, weil er sich nach Liebe sehnt.